# Pelvorm
Pelvorm (tysk Pellworm og nordfrisisk Polweerm, også Pälweerm) er en marskø i det nordlige Tyskland under Kreis Nordfriesland i delstaten Slesvig-Holsten. På den 37 kvadratkilometer store ø i Sydslesvig bor cirka 1.100 mennesker. Øen ligger omkring 1 meter under havniveau og er sikret med et cirka 8 meter højt dige.

## Geografi
Pelvorm er den tredjestørste af de nordfrisiske øer. Øens udstrækning er på cirka 6 kilometer i nord-syd-retning og 7 kilometer i vest-øst-retning og har et areal på 37 kvadratkilometer.
Marskøen ligger cirka 1 meter under dagligt højvande og er helt afhængig af robuste diger. På den udprægede marskø findes hverken hede, klitter eller større skove som for eksempel på Amrum. Også sandbadestrande søges forgæves. Landbruget og turismen er de største erhverv på øen. De ældste gårde og bebyggelser ligger på værfter. Hovedbyen er Tammensil (Tammensiel). Ellers ligger de fleste huse ikke i landsbyer, men spredt over hele øen. Sammen med halligerne Sydfald og Sønderog udgør øen kommunen Pelvorm. Kommunen samarbejder med småkommunerne Grøde (13 indbyggere), Hoge (81 indbyggere) og Langenæs (127 indbyggere) i kommunefælleskab Pelvorm (Amt Pellworm).

## Historie
Øen var en del af øen Strand, indtil den blev ødelagt ved den store stormflod i 1634, som i historien ofte omtales som anden store manddrukning. Pelvorm, Nordstrand og halligen Nordstrand Mor er så at sige resterne af Strand.
Efter naturkatastrofen i 1634 begyndte Pelvorm en selvstændig tilværelse, og folk på øen begyndte med hjælp af tilkaldte nederlandske digebyggere at inddige landet. Allerede tre år efter katastrofen var der skabt fire nye koge. Hele inddigningsarbejde varede helt til 1687. Pelvorms yngste del, den såkaldte Bupheverkog, blev først inddiget 1938. Men under stormfloden i januar 1825 blev dele af øen atter oversvømmet.
Efter stormfloden i 1634 opgav folk på Pelvorm lidt efter lidt det nordfrisiske sprog og gik over til nedertysk og højtysk. Den tyske dialekt på øen har i dag kun få frisiske spor. Nordfrisisk blev endnu talt på øerne Amrum, Før og Sild.
Efter 1864 blev den hidtil danske ø tysk. I 1882 var den nordtyske lyriker Detlev von Liliencron øens herredfoged.
I vadehavet omkring Pelvorm findes endnu spor af friserbyen Rungholt, som sank i havet i løbet af blot én nat i 1362. Rungholt var var i sin tid en betydningsfuld havneby på Strand. Øens rungholtmuseum viser fund fra Rungholt og Strand. Sagnet om Rungholts undergang fortælles også i H.C. Andersens roman De to baronesser.
Ønavnets betydning er usikker. Forleddet pel kan henvise til egennavnet Pilla eller Pille. Andre forklaringer går ud fra frisisk pèal (≈pejle, lodde), fra angelsk og norrønt belt (≈bælt, bælte), fra frisisk pule (≈pæl) eller angelsk pól (≈sump, mose, frisisk peil). Efterleddet -vorm stammer fra frisisk werrem og betyder land eller forhøjning ved vandet.

## Kultur
På Pelvorm holdes ringridningsstævner på samme måde som på det sønderjyske fastland. Om foråret, den 21. februar, afholdes biikebrænding, som kendes fra Sønderjyllands danske del som Pers aften. Traditionelt er det den dag, hvor øboerne fejrer, at vinteren er slut. Her bliver drukket kaffe og farisæer og spist sønderjysk grønlangkål. Festens højdepunkt er afbrænding af store bavne (biike ≈ bavne).
På øen findes to protestantiske kirker. Den gamle kirke (Skt. Salvator), som med sit 26 meter høje tårnruin er Pelvorms vartegn. Murstenstårnet er rester af det oprindelige tårn, der ifølge overleveringen fik grundstenen lagt allerede i 1095. Det styrtede sammen i 1611. Pelvorms gamle kirke er en af de fire nordfrisiske kirker, der ligger på den såkaldt hellige linje med en afstand af 16,7 kilometer. På kirkegården findes en gravplads for ukendte sømænd, der er drevet i land på øen. På tårnvæggen ses en mindesten over 15 unge svenskere, der druknede her i 1950. Kirkens orgel er fra 1711 og bygget af den kendte orgelbygger Arp Schnitger.
Ved siden af øens hollændermølle fra 1777 står i dag flere moderne vindmøller og desuden et moderne solkraftværk. Øens 38 meter høje fyrtårn, bygget i 1906, står på 127 egepæle, hver med en længde af 14 meter.
Pelvorm har en lille ø-skole og en færgeforbindelse til Nordstrand og dermed (via Nordstranddæmningen) til fastlandet.

## Galleri
- Færgehavnen i Tammensil.
- Færgen mellem Nordstrand og Pelvorm.
- Pelvorms gamle kirketårn.
- Solkraftværk på Pelvorm.